# ラーフル・ドラヴィド
ラーフル・シャラッド・ドラヴィド（英: Rahul Sharad Dravid、1973年1月11日 - ）は、インド・マディヤ・プラデーシュ州・インドール出身の元プロクリケット選手。元インド代表。ポジションはバッツマン、ウィケットキーパー。
サチン・テンドルカール、カピル・デヴ、スニール・ガヴァスカール、マヘンドラ・シン・ドーニ、ヴィラット・コーリなどと共にインドを代表する選手の一人である。